# Bekaplermin
Bekaplermin (Regranex) cikatrizant je koji je dostupa u obliku topikalnog gela. On se koristi za tretiranje dijabetičkih čireva stopala. Bekaplermin se proizvodi primenom rekombinantne DNK tehnologije na kvascu Saccharomyces cerevisiae. Bekaplermin je homodimer čiji polipeptidni lanci su vezani disulfidnim vezama

## Literatura
- Hardman JG, Limbird LE, Gilman AG (2001). Goodman & Gilman's The Pharmacological Basis of Therapeutics (10. изд.). New York: McGraw-Hill. ISBN 0071354697. doi:10.1036/0071422803.
- Thomas L. Lemke; David A. Williams, ур. (2007). Foye's Principles of Medicinal Chemistry (6. изд.). Baltimore: Lippincott Willams & Wilkins. ISBN 0781768799.

## Spoljašnje veze
|  | Molimo Vas, obratite pažnju na važno upozorenje u vezi sa temama iz oblasti medicine (zdravlja). |